# Озерки (станция метро)
«Озерки́» — станция Петербургского метрополитена. Входит в состав Московско-Петроградской линии, расположена между станциями «Удельная» и «Проспект Просвещения».
Станция открыта 19 августа 1988 года в составе участка «Удельная» — «Проспект Просвещения». Наименование получила из-за расположения в историческом районе — Озерки.

## Наземные сооружения
Павильон станции выполнен по проекту архитекторов Г. Н. Булдакова, В. Ф. Дроздова, С. Е. Кисловой, В. Н. Ловкачёва, Вл. В. Попова, В. М. Ривлина (при участии Б. Г. Костыговой) (мастерская № 16 «ЛенНИИпроекта») и располагается на Поклонной горе у развилки Выборгского шоссе и проспекта Энгельса. Вестибюль представляет собой прямоугольное здание, остеклённое со всех сторон. Портал входа утоплен внутрь здания.
В 2025 году планировалось закрытие станции для проведения капитального ремонта, позже сроки были сдвинуты на 2026 год.

## Подземные сооружения
«Озерки» — односводчатая станция глубокого заложения (глубина ≈ 59 м). Подземный зал сооружён по проекту архитекторов Г. Н. Булдакова, В. Ф. Дроздова, В. В. Попова и Л. М. Четыркина (при участии И. Г. Лоханова).
Оформлен гранитом, мраморным диабазом тёплого оранжевого тона. В отделке путевых стен использован травертин. Светильники выполнены в виде молекулярных соединений. Торцевую стену и пол подземного зала украшают мозаичные картины на темы природы, отдыха (художники С. Н. Репин, Н. П. Фомин и В. В. Сухов под руководством И. Г. Уралова).
Наклонный ход, содержащий три эскалатора, расположен в северном торце станции; в 2018 году светильники наклонного хода были заменены со «световых столбиков» на «факелы».

## Наземный транспорт

### Автобусные маршруты

#### Городские
| №    | Пересадки                       | Конечный пункт 1         | Конечный пункт 2                  |
| ---- | ------------------------------- | ------------------------ | --------------------------------- |
| 80   | Площадь Мужества                | улица Жени Егоровой      | Пискарёвка                        |
| 85   | Комендантский проспект Удельная | улица Шаврова            | Озерки                            |
| 86   | Удельная Ланская Выборгская     | улица Жени Егоровой      | Площадь Ленина Финляндский вокзал |
| 109  | —                               | Песочная                 | Озерки                            |
| 109Б | —                               | Западная Лица            | Озерки                            |
| 110  | —                               | Танковый военный городок | Озерки                            |
| 123  | Площадь Мужества Пискарёвка     | улица Жени Егоровой      | Ладожская Ладожский вокзал        |
| 208  | Удельная                        | Репищева улица           | Гражданский Проспект              |
| 222  | Площадь Мужества                | Озерки                   | Ладожская Ладожский вокзал        |
| 259  | Проспект Просвещения            | Дибуны                   | Озерки                            |
| 270  | —                               | Северная площадь         | Озерки                            |
| 272  | —                               | Ручьи                    | Озерки                            |

#### Пригородные
| №   | Пересадки  | Конечный пункт 1 | Конечный пункт 2                                             |
| --- | ---------- | ---------------- | ------------------------------------------------------------ |
| 557 | Белоостров | Озерки           | Медицинский центр «Белоостров»                               |
| 673 | —          | Озерки           | Сертолово, ЖК «Новое Сертолово» Сертолово, Центральная улица |

#### Маршрутные такси
| №   | Пересадки | Конечный пункт 1 | Конечный пункт 2  |
| --- | --------- | ---------------- | ----------------- |
| 678 | —         | Озерки           | ЖК «Цвета радуги» |

### Трамвайные маршруты
| №  | Пересадки                                          | Конечный пункт 1   | Конечный пункт 2                  |
| -- | -------------------------------------------------- | ------------------ | --------------------------------- |
| 9  | Академическая Ручьи Пискарёвка                     | проспект Мечникова | Удельная                          |
| 20 | Удельная Ланская Лесная Выборгская                 | проспект Культуры  | Площадь Ленина Финляндский вокзал |
| 21 | Проспект Просвещения Удельная Ланская Чёрная речка | Придорожная аллея  | Приморский проспект               |
| 58 | Проспект Просвещения                               | проспект Культуры  | улица Жени Егоровой               |

## В массовой культуре
- Станция упоминается в постапокалиптических романах «Путевые знаки» и «Питер». Согласно им, на станции живут мусульмане из района Коломяг, отчего станция больше известна как «Азерки».

## Галерея

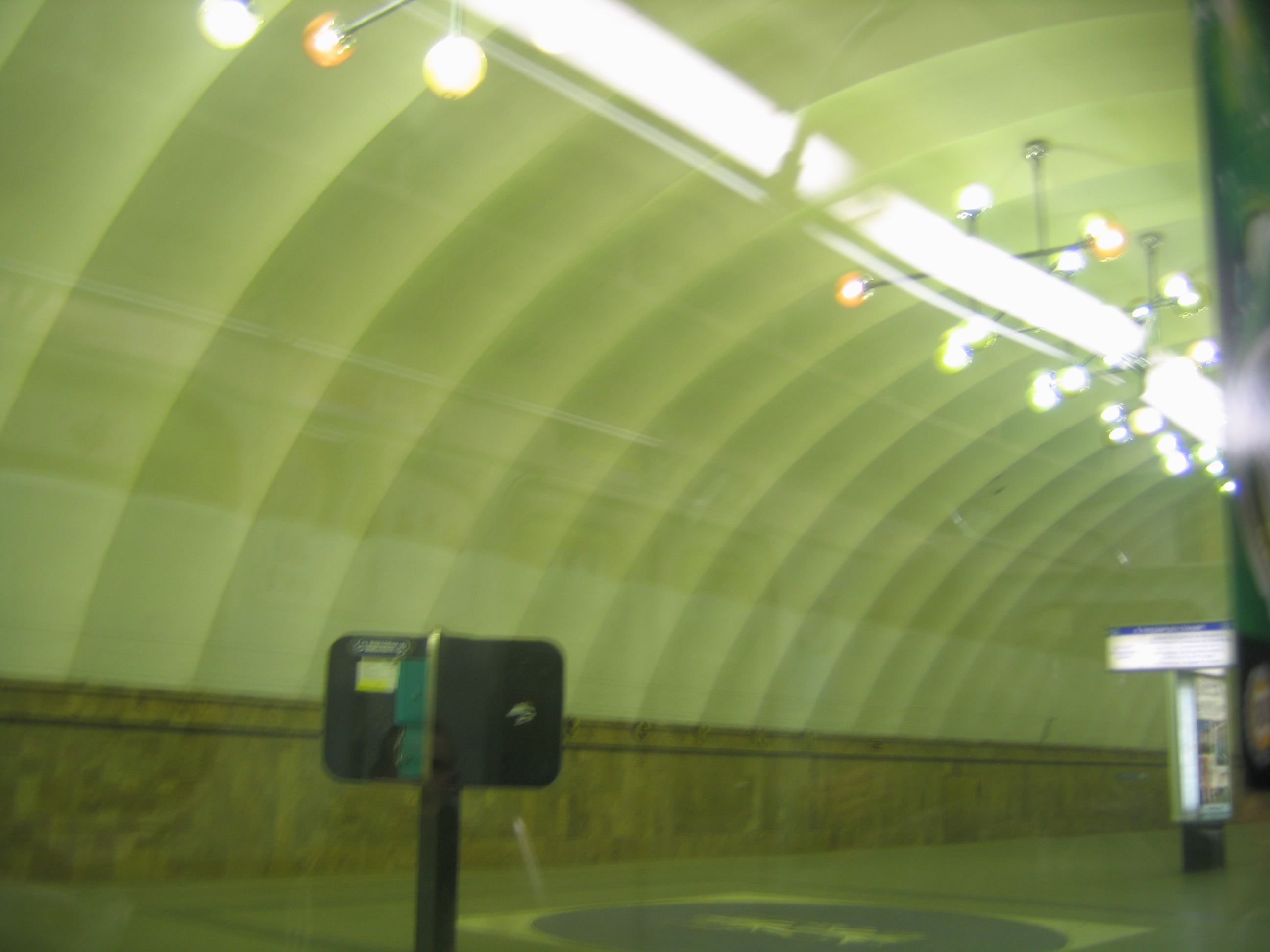
Вид из окна поезда
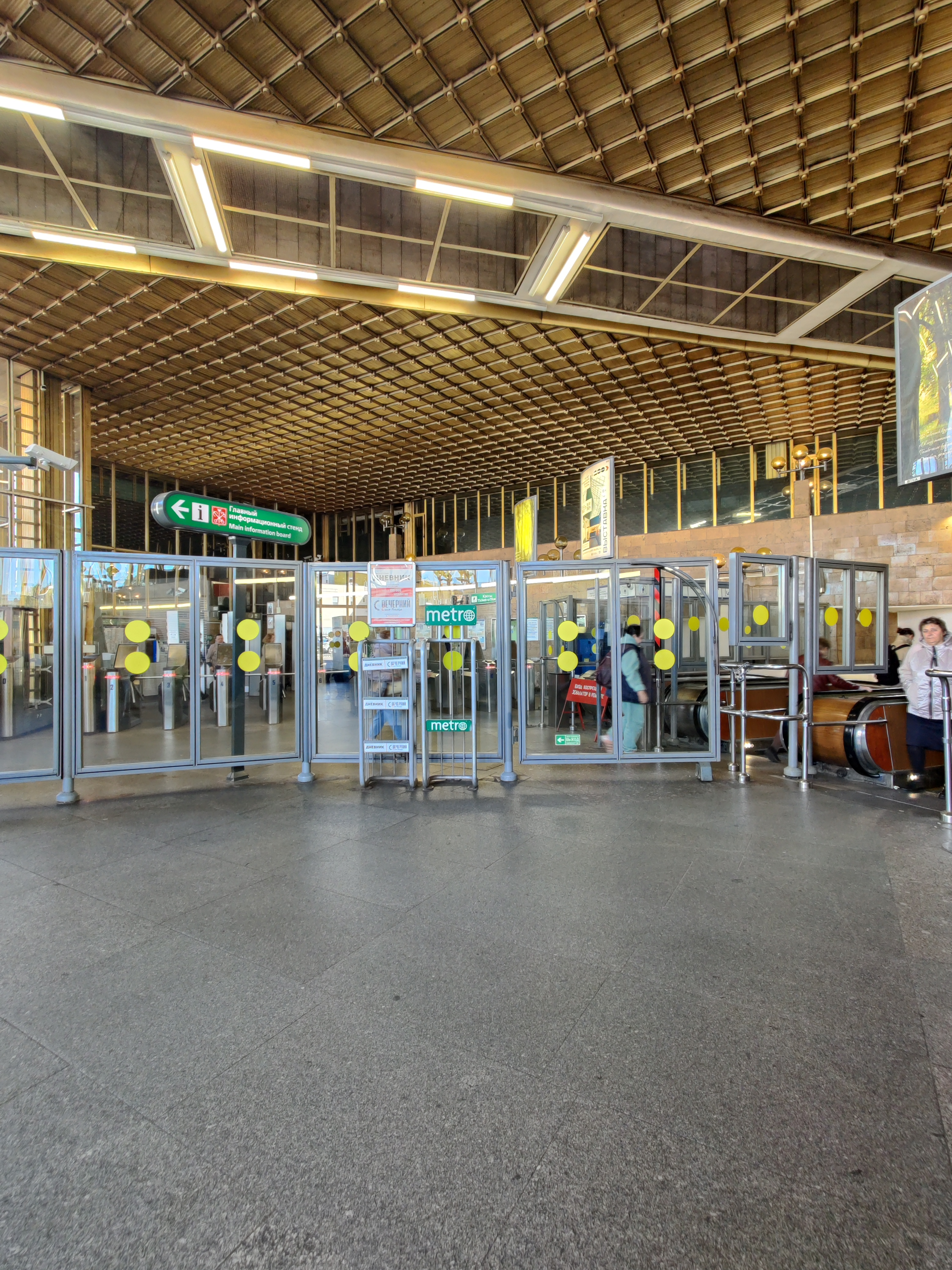
Интерьер наземного вестибюля
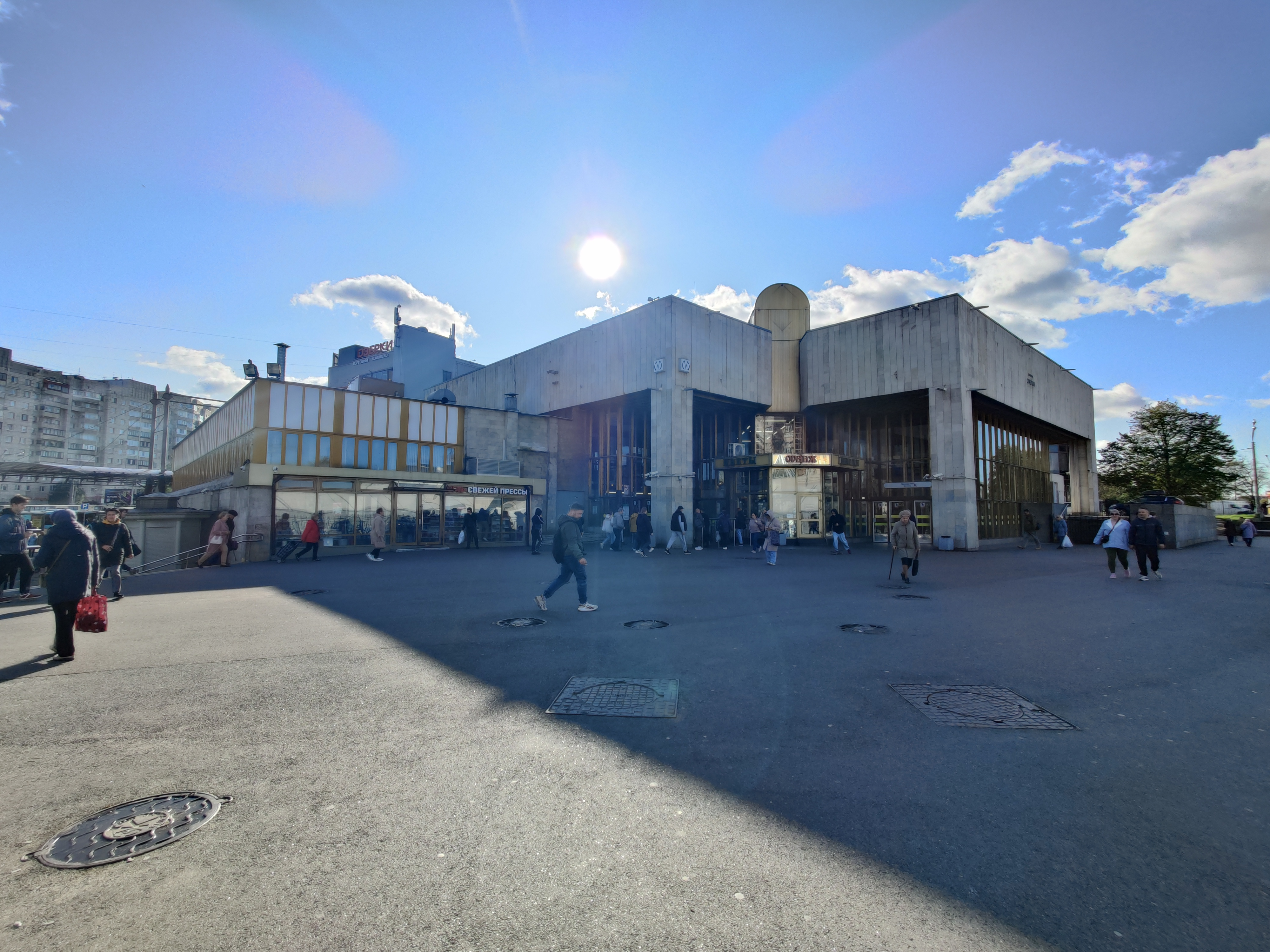
Наземный вестибюль
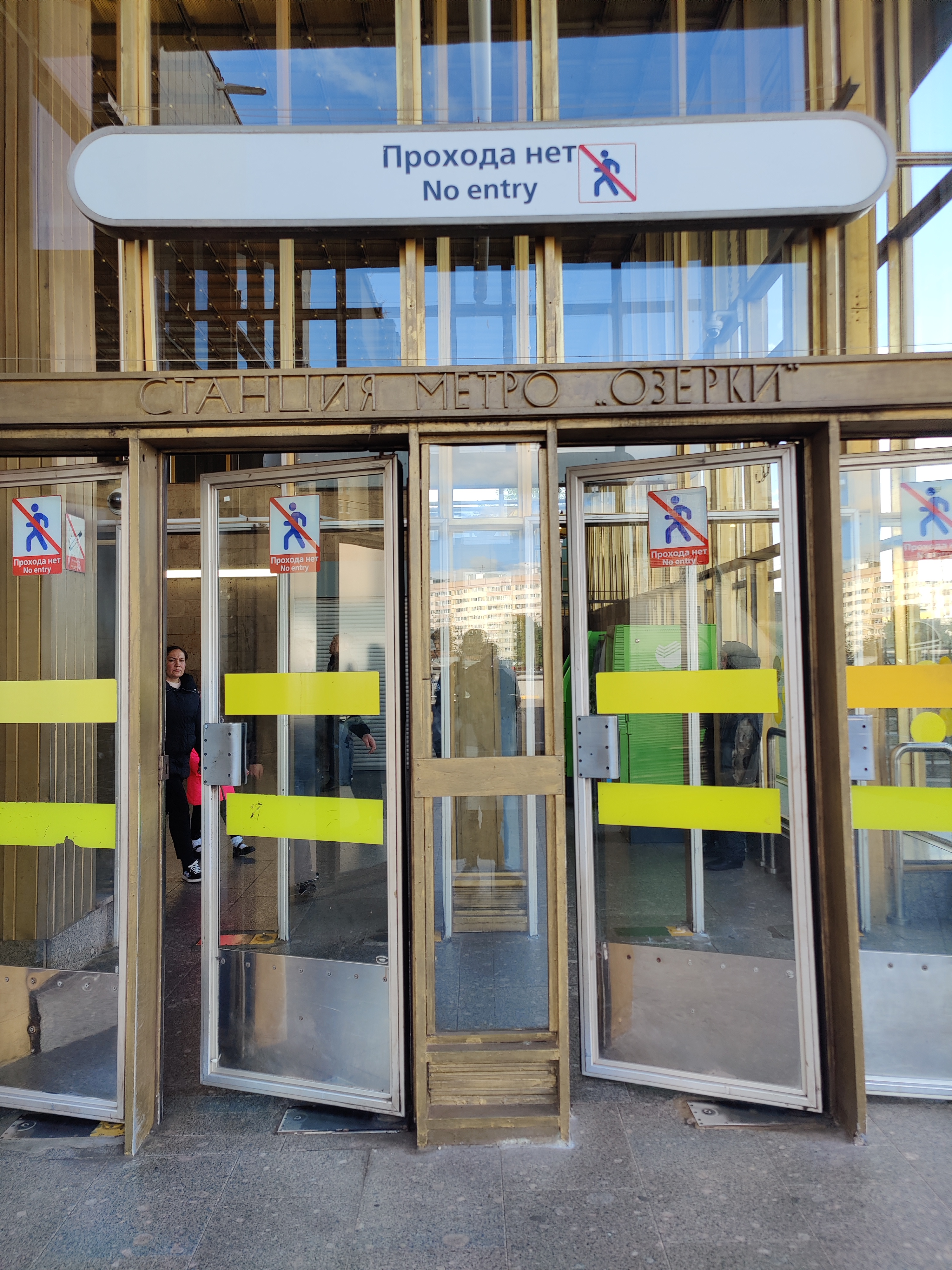
Выход
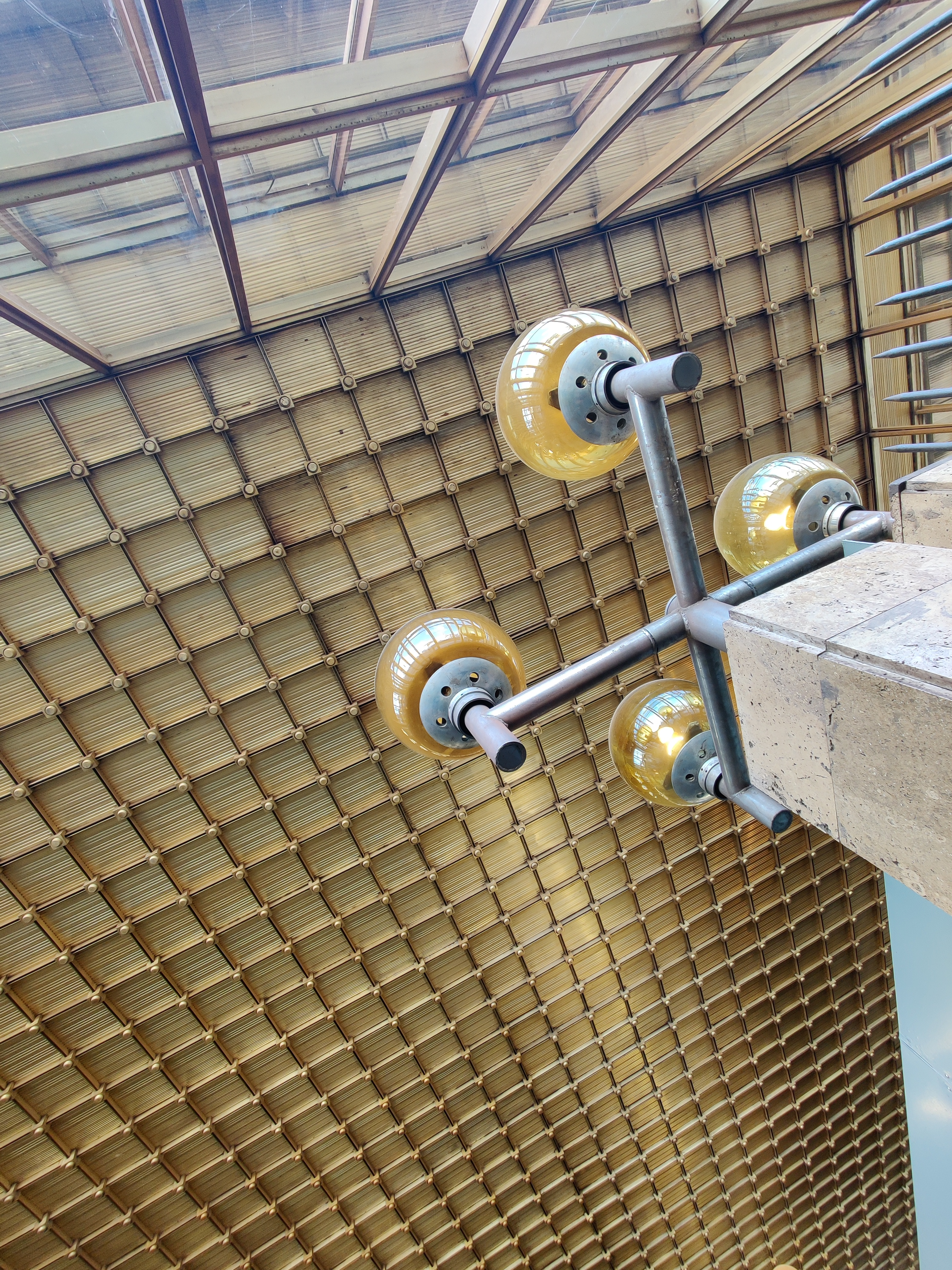
Светильники наземного вестибюля
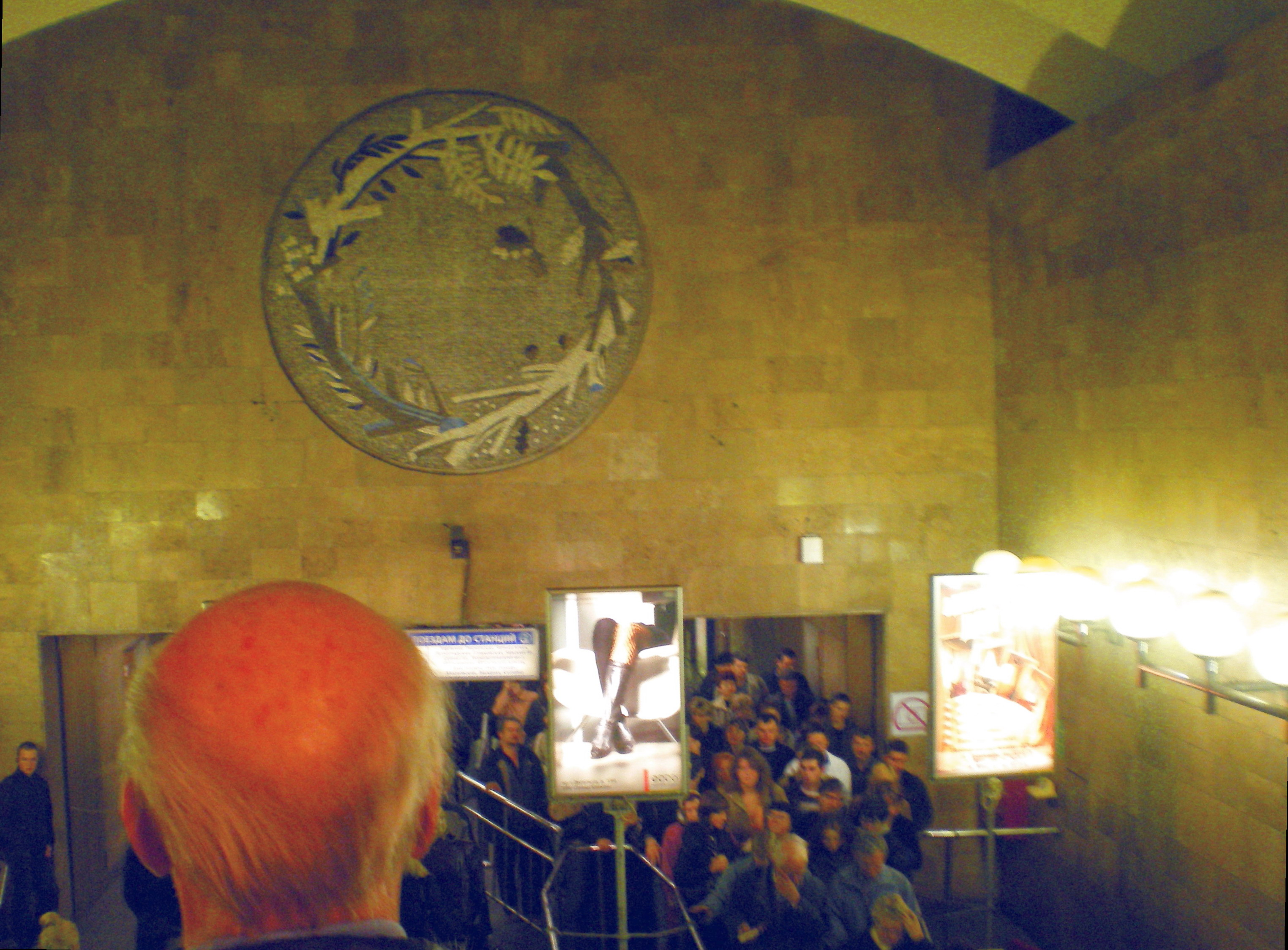
Нижний эскалаторный зал
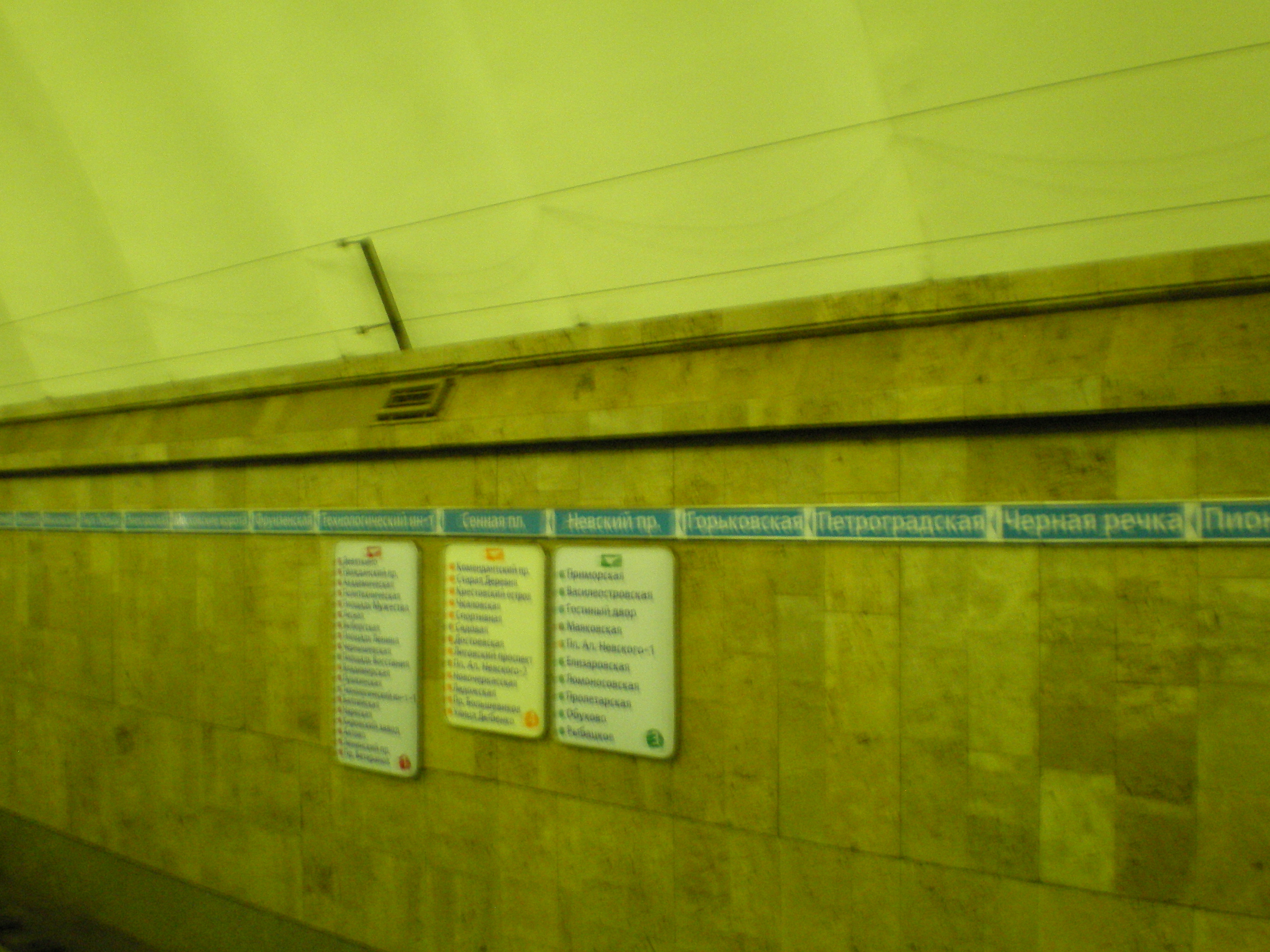
Старая схема на путевой стене